# Pixoy
Pixoy  è un sito archeologico maya nel Campeche, in Messico.
Si trova su una collina a 19,5 km a sud-est dalla cittadina di Bolonchen. Il sito è stato più volte depredato da tombaroli, ma è stato visitato e documentato nel 1973 e nel 1974 da Edward Wyllys Andrews della Tulane University.
Il sito conserva solamente due strutture superiori ai 10 m: la Structure 1 è la più alta del sito (12 m), mentre la Structure 4 aveva due piani e sembra essere stata la più importante. Il livello inferiore si componeva di tre stanze, di cui due connesse tra loro; il secondo piano è quasi totalmente non conservato. L'entrata della Structure 22 conservava una maschera in pietra sotto un architrave, coperta da stucco e pittura rossa. La stessa pittura è stata rinvenuta anche su un altare tra le strutture 11 e 12. Su una pietra angola della Structure 15 restano tracce di glifi dipinti, ma la cui superficie è in gran parte erosa. Di fronte alla Struttura 1 si trova un bassorilievo di una figura rimasta solo per metà, che mostra una cintura decorata da teste e conchiglie e gli avambracci.